# サンタ・マリーア・インバーロ
サンタ・マリーア・インバーロ（イタリア語: Archi）は、イタリア共和国アブルッツォ州キエーティ県にある、人口約2,000人の基礎自治体（コムーネ）。

## 地理

### 位置・広がり

#### 隣接コムーネ
隣接するコムーネは以下の通り。
- フォッサチェジーア
- モッツァグローニャ
- パリエータ

## 行政

### 分離集落
サンタ・マリーア・インバーロには、以下の分離集落（フラツィオーネ）がある。
- Colli, Fattore, Pagliarini, Perilli